# Clive Kingston
Clive Kingston (Newport, 1915. április 8. – ?, 1994) walesi nemzetközi labdarúgó-játékvezető.

## Pályafutása

### Nemzetközi játékvezetés
A Walesi labdarúgó-szövetség Játékvezető Bizottsága (JB) terjesztette fel nemzetközi játékvezetőnek, a Nemzetközi Labdarúgó-szövetség (FIFA) 1961-től tartotta nyilván bírói keretében. Több nemzetek közötti válogatott és klubmérkőzést vezetett, vagy működő társának partbíróként segített. Az angol nemzetközi játékvezetők rangsorában, a világbajnokság-Európa-bajnokság sorrendjében többedmagával a 16. helyet foglalja el 1 találkozó szolgálatával. Az aktív nemzetközi játékvezetéstől 1963-ban a búcsúzott. Válogatott mérkőzéseinek száma: 1.

#### Világbajnokság
A világbajnoki döntőhöz vezető úton Chilébe a VII., az 1962-es labdarúgó-világbajnokságra a FIFA JB bíróként alkalmazta.
| Időpont           | Helyszín                | Mérkőzés típusa           | Mérkőzés               | Eredmény | Nézők száma |
| ----------------- | ----------------------- | ------------------------- | ---------------------- | -------- | ----------- |
| 1961. április 30. | Kuip Stadion, Rotterdam | előselejtező (4. csoport) | Hollandia–Magyarország | 0 : 3    | 63 900      |

## Külső hivatkozások
- Clive Kingston. World Referee. (Hozzáférés: 2012. december 25.)[halott link]
- Clive Kingston. footballzz.com. (Hozzáférés: 2012. december 25.)
- Clive Kingston. footballdatabase.eu. (Hozzáférés: 2012. december 25.)
- Clive Kingston. scoreshelf.com. [2015. április 3-i dátummal az eredetiből archiválva]. (Hozzáférés: 2012. december 25.)
- Clive Kingston. eu-football.info. (Hozzáférés: 2012. december 25.)